# 夏尔·蒂永
夏尔·蒂永（法語： 1897年7月3日—1993年1月13日）法国冶金属工人、政治人物，法国共产党员，工会领袖，参与领导法国第二次世界大战抵抗运动。蒂永生于布列塔尼大区雷恩工人家庭，接受过冶金工作培训。第一次世界大战时加入海军，1919年因领导兵变被判处五年苦役，两年后获释后回到工厂工作。他积极参加法国共产党的工会运动，逐渐进入领导层。193年当选国会议员，1940年初共产党被取缔后，失去职位转入地下。1940年6月德国占领法国后，蒂龙成为法共三名领导人之一并负责领导共产党武装抵抗力量自由射手和法国游击队。战后再次当选议员，1944年至1946年间任航空部长、军备部长和重建和城镇规划部长。